# Ángeles Isac García
Ángeles Isac García (Torreblascopedro, 12 de febrer de 1962) és una política espanyola, diputada per Jaén al Congrés durant les XI i XII legislatures.

## Biografia
És Tècnic Especialista en Química i ha estat empresària dels sectors de tèxtil i decoració. És presidenta del Partit Popular de Linares, regidora (1995-1999) i portaveu del Grup Popular a l'Ajuntament de Linares. Entre 2008 i 2015 va ser diputada al Parlament d'Andalusia, durant la VIII i IX legislatura. Al desembre de 2015 va ser triada diputada per Jaén al Congrés dels Diputats i al febrer de 2017 va renunciar al seu escó per dedicar-se a preparar les eleccions municipals de 2019 a Linares. Va ser reemplaçada per María Torres Tejada.